# Toyota Yaris
Toyota Yaris – samochód osobowy klasy aut miejskich produkowany przez japońską markę Toyota od 1999 roku. Od 2020 roku produkowana jest czwarta generacja modelu.
Nazwa „Yaris” wywodzi się od Charyty (gr. Χάρις Cháris, l.mn. Χάριτες Chárites), czyli jednej z greckich bogiń wdzięku.

## Pierwsza generacja

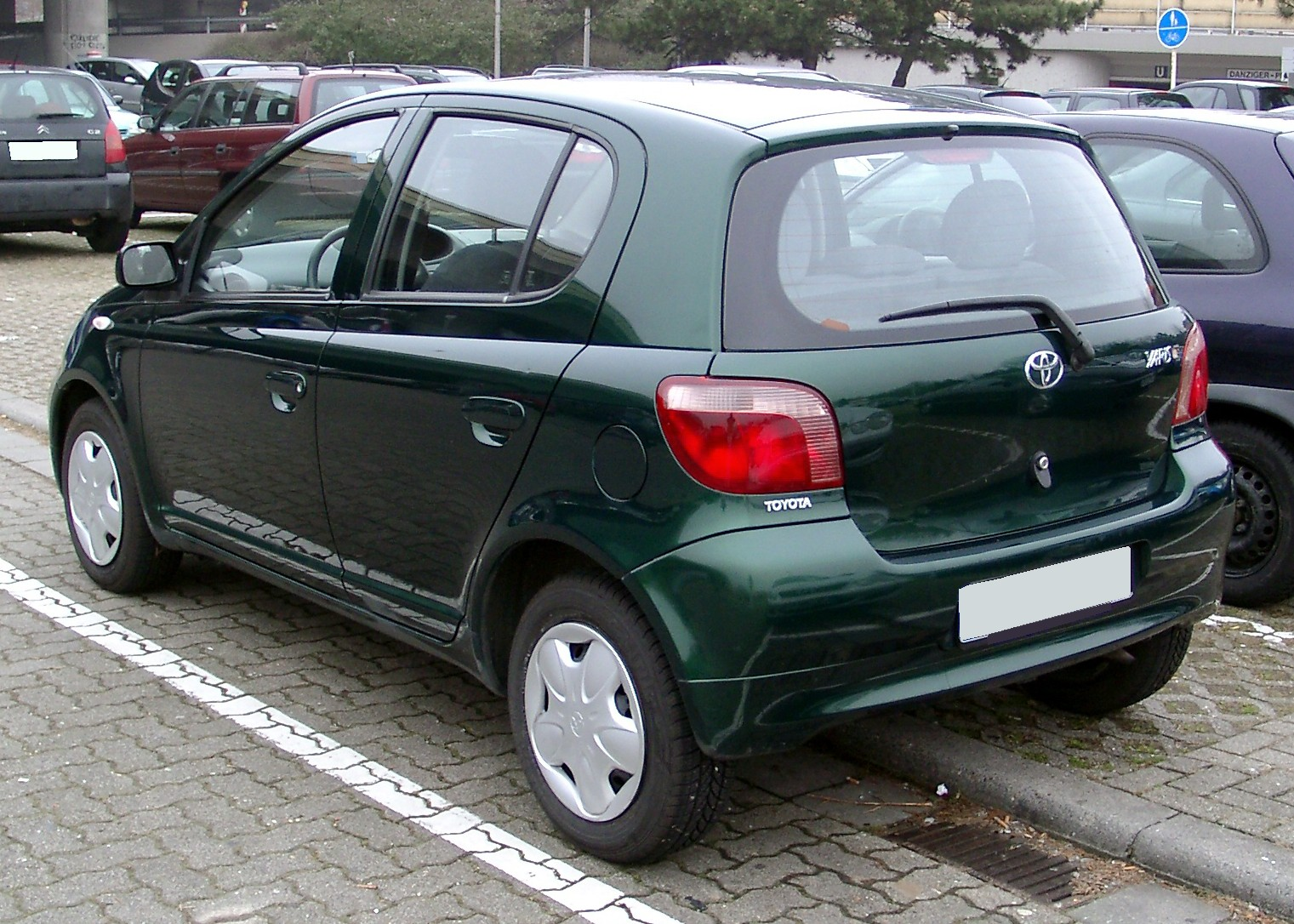
Toyota Yaris I - tył przed liftingiem

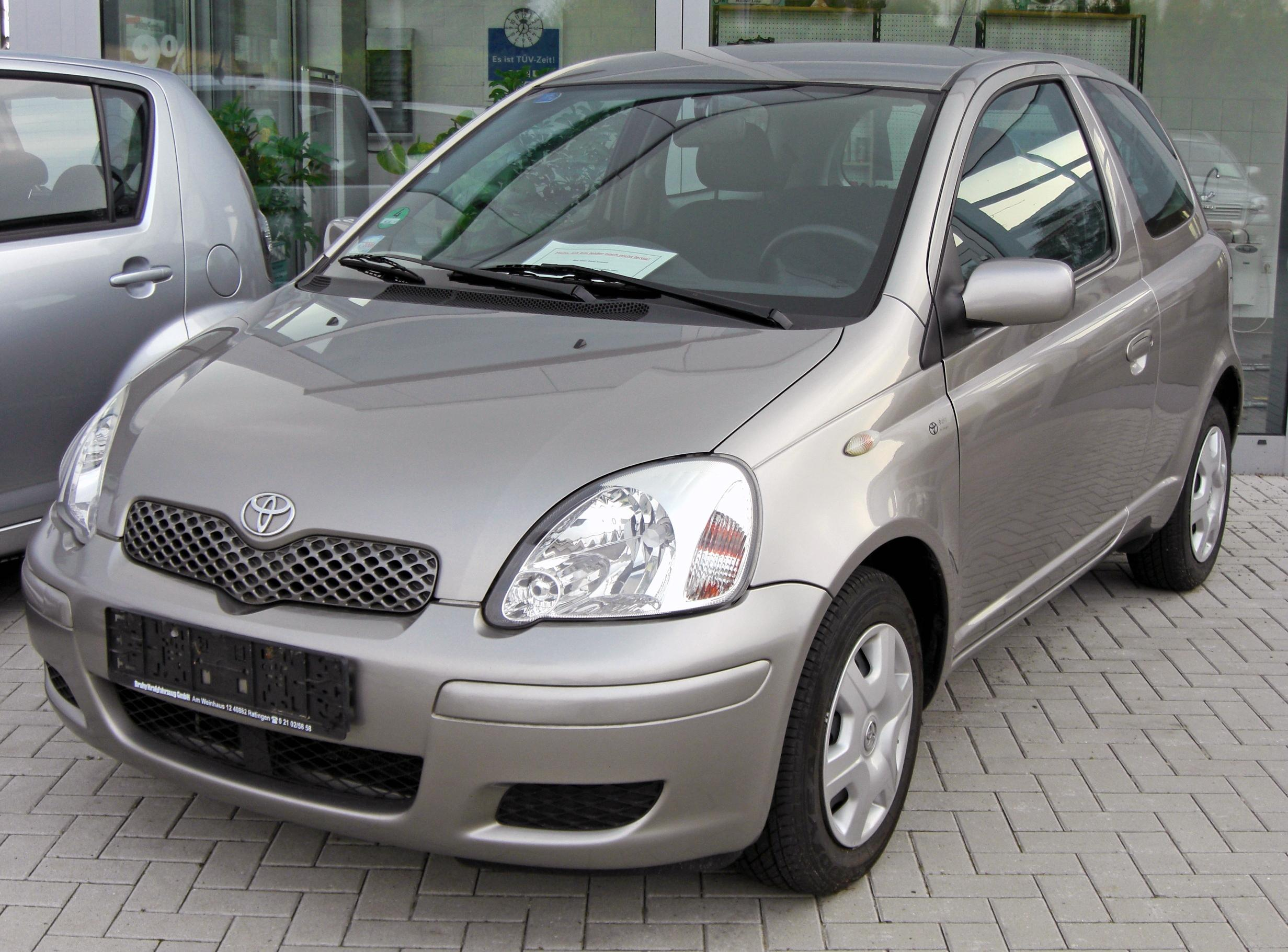
Toyota Yaris I po liftingu

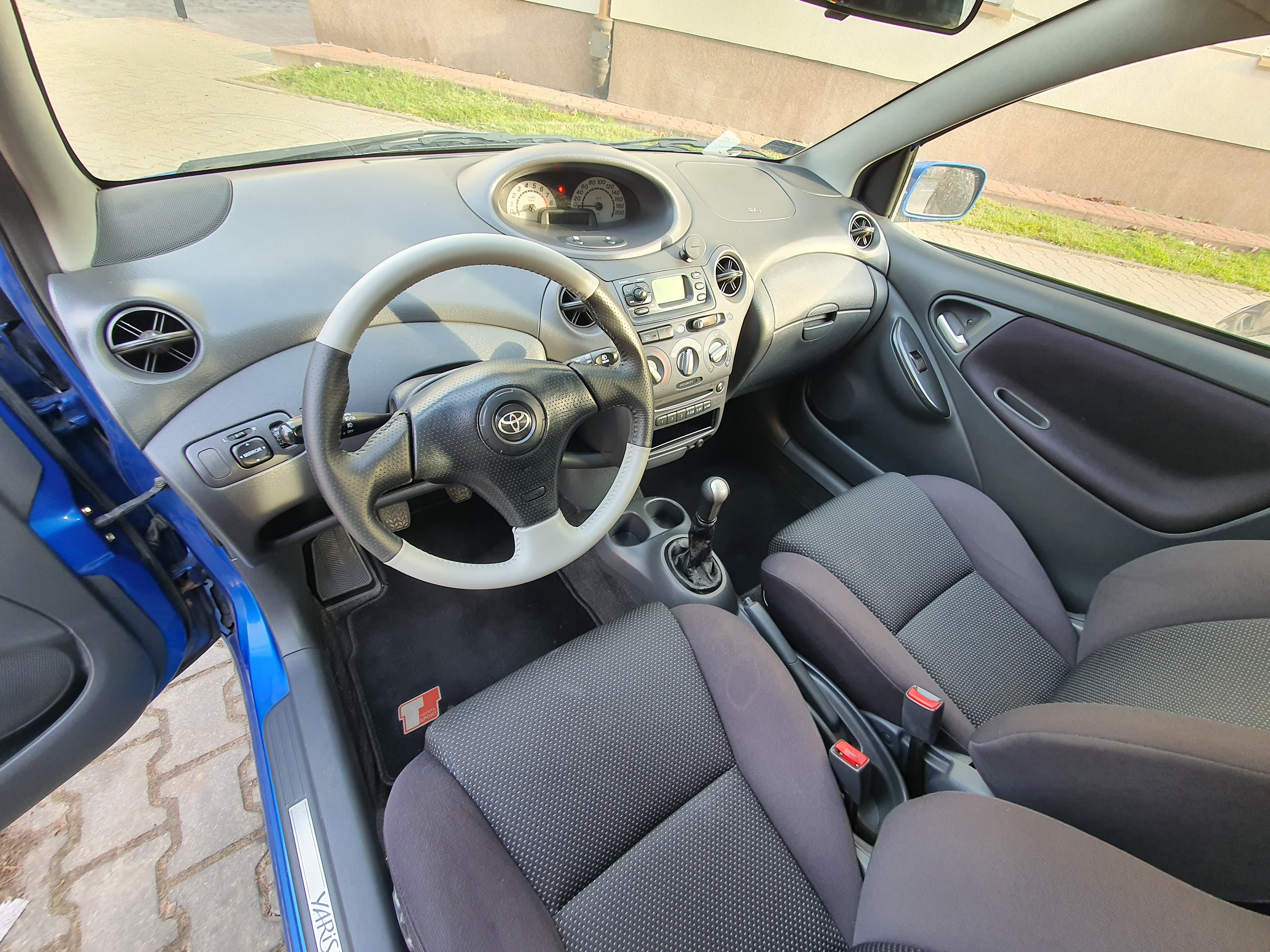
Wnętrze Toyoty Yaris 1.5 T-sport przed liftingiem

Toyota Yaris I została po raz pierwszy zaprezentowana w 1999 roku.

### Historia i opis modelu
Samochód dobrze radził sobie w rankingach sprzedaży, szybko stając się jednym z najpopularniejszych samochodów w swojej klasie (1,2 mln sprzedanych egzemplarzy). W 2000 roku na bazie Yarisa I powstał mikrovan nazwany Yaris Verso, a w 2003 roku przeprowadzono lifting oraz wprowadzono wersje T-sport w wersji Turbo. W plebiscycie na Europejski Samochód Roku 2000 model zajął 1. pozycję.

### Silniki
Benzynowe:
- 1.0 i 16V (65 KM – wersja po liftingu)
- 1.0 i 16V (68 KM)
- 1.3 i 16V (86 KM)
- 1.3 16V (87 KM)
- 1.5 i 16V (105 KM – wersja po liftingu)
- 1.5 i 16V (106 KM)
- 1.5 i 16V Turbo (150 KM)

Wysokoprężne:
- 1.4 D-4D (75 KM)

## Druga generacja

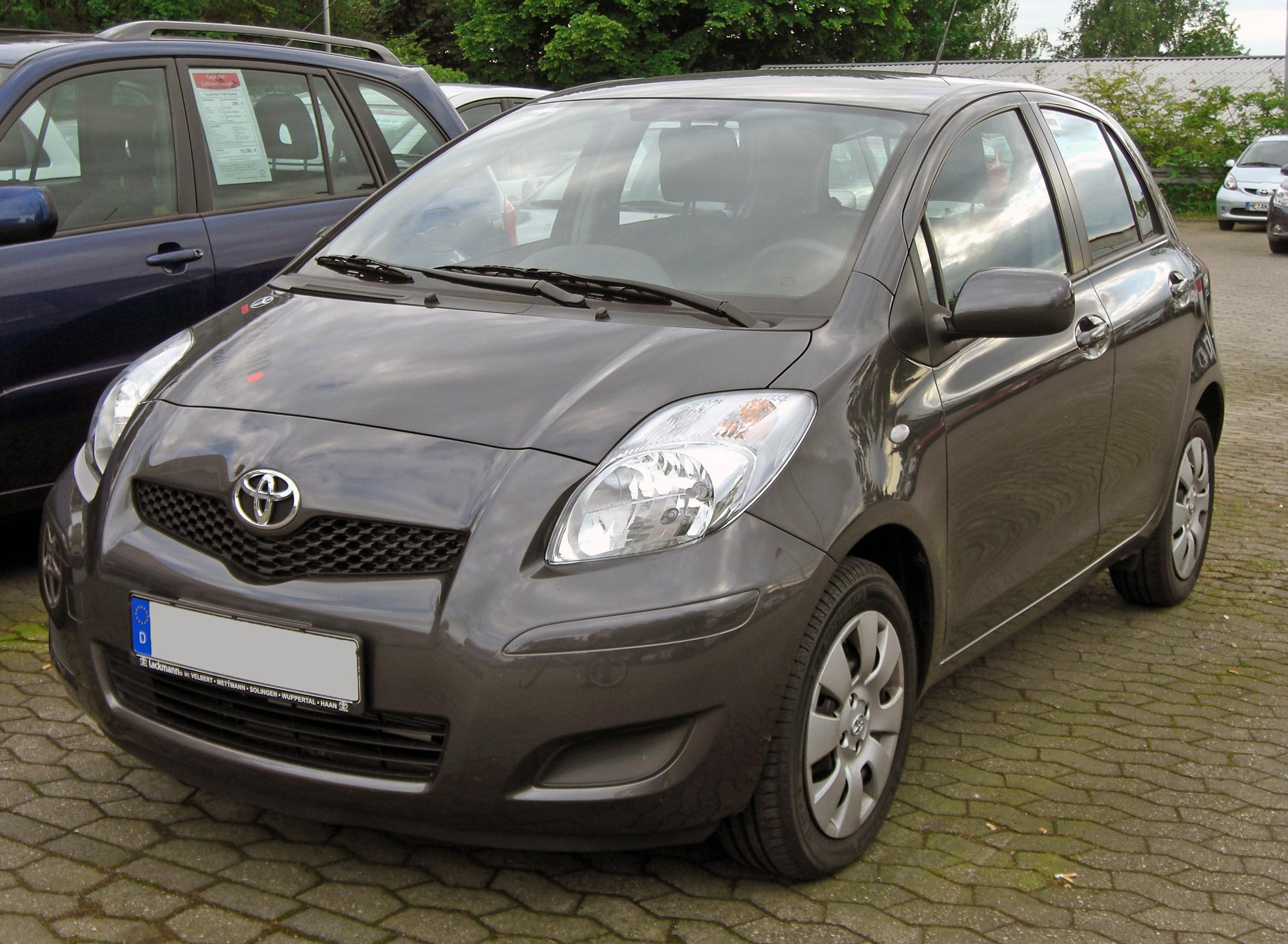
Toyota Yaris II po liftingu

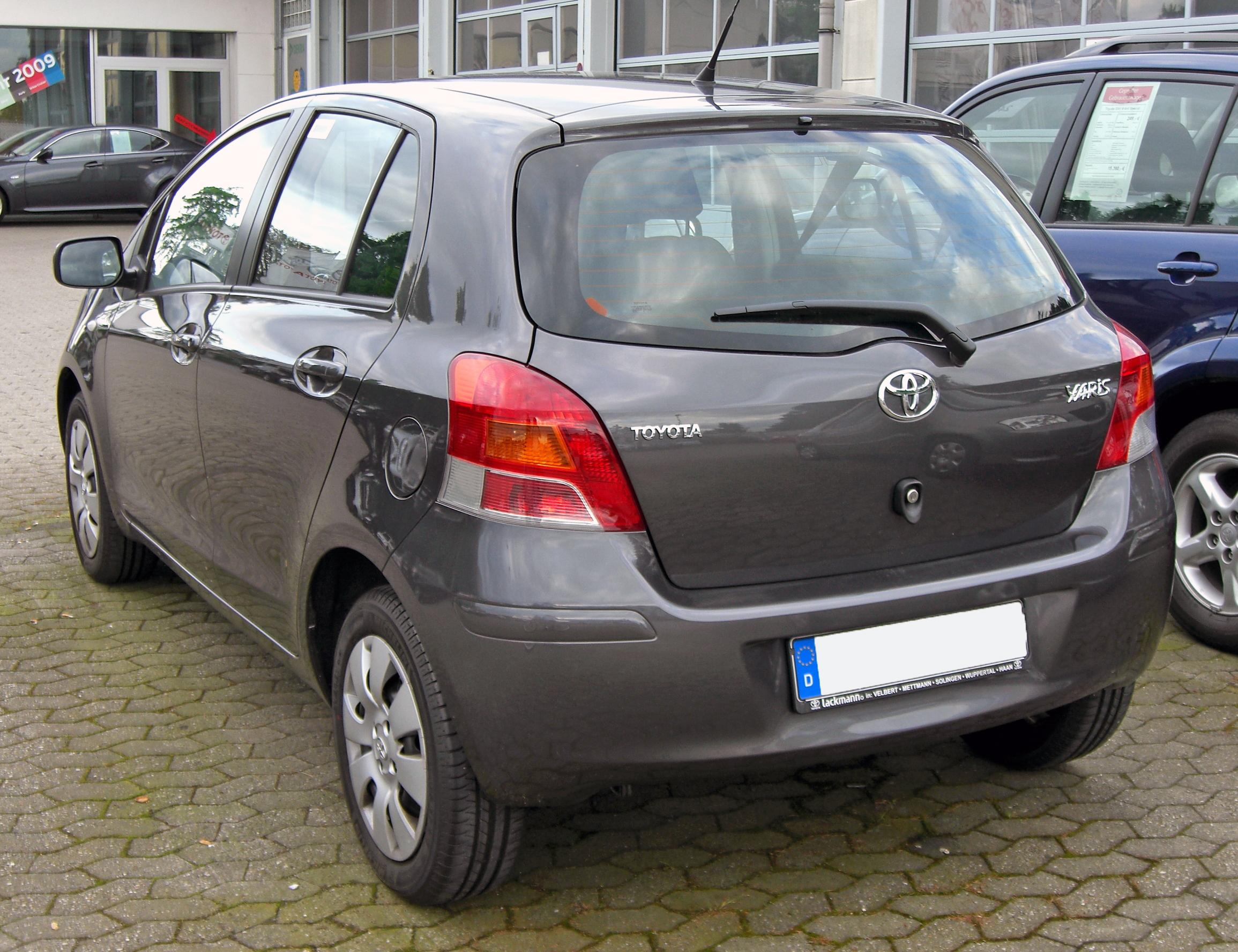
Toyota Yaris II - tył po liftingu

Toyota Yaris II została po raz pierwszy zaprezentowana w 2005 roku.

### Historia i opis modelu
W 2009 roku Yaris II przeszedł lifting. Jego sylwetka została odświeżona i unowocześniona, a rozmiary nadwozia znacznie się powiększyły, stylistycznie jest on bardzo podobny do swojego poprzednika. Yaris II, tak samo jak Yaris I, jest jednym z najchętniej kupowanych aut w swoim segmencie.
W Japonii model nadal sprzedawany jest pod nazwą Vitz. W Ameryce Płn., podobnie jak w Europie, obowiązuje nazwa Yaris. W USA i w Kanadzie dostępny jest również w wersji sedan (jako Toyota Belta).

### Silniki
Benzynowe:
- 1.0 i VVT-i (69 KM)
- 1.3 i VVT-i (86 KM)
- 1.33 i Dual VVT-i (101 KM)
- 1.5 VVT-i (103 KM)
- 1.8 i VVT-i (133 KM)

Wysokoprężne:
- 1.4 D-4D (90 KM)

## Trzecia generacja

### Wersja na rynek europejski, północnoamerykański i australijski

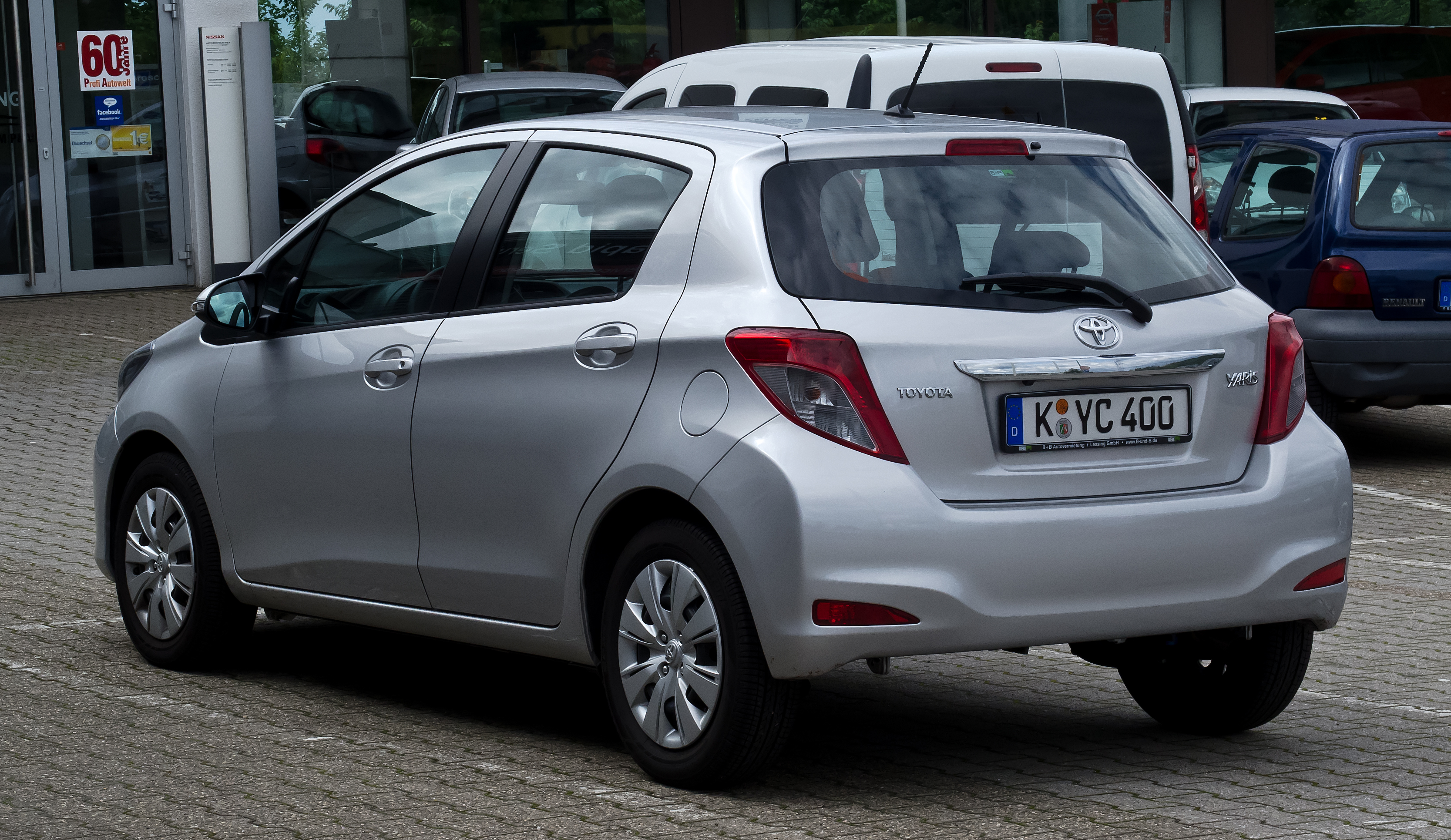
Toyota Yaris III – tył przed liftingiem

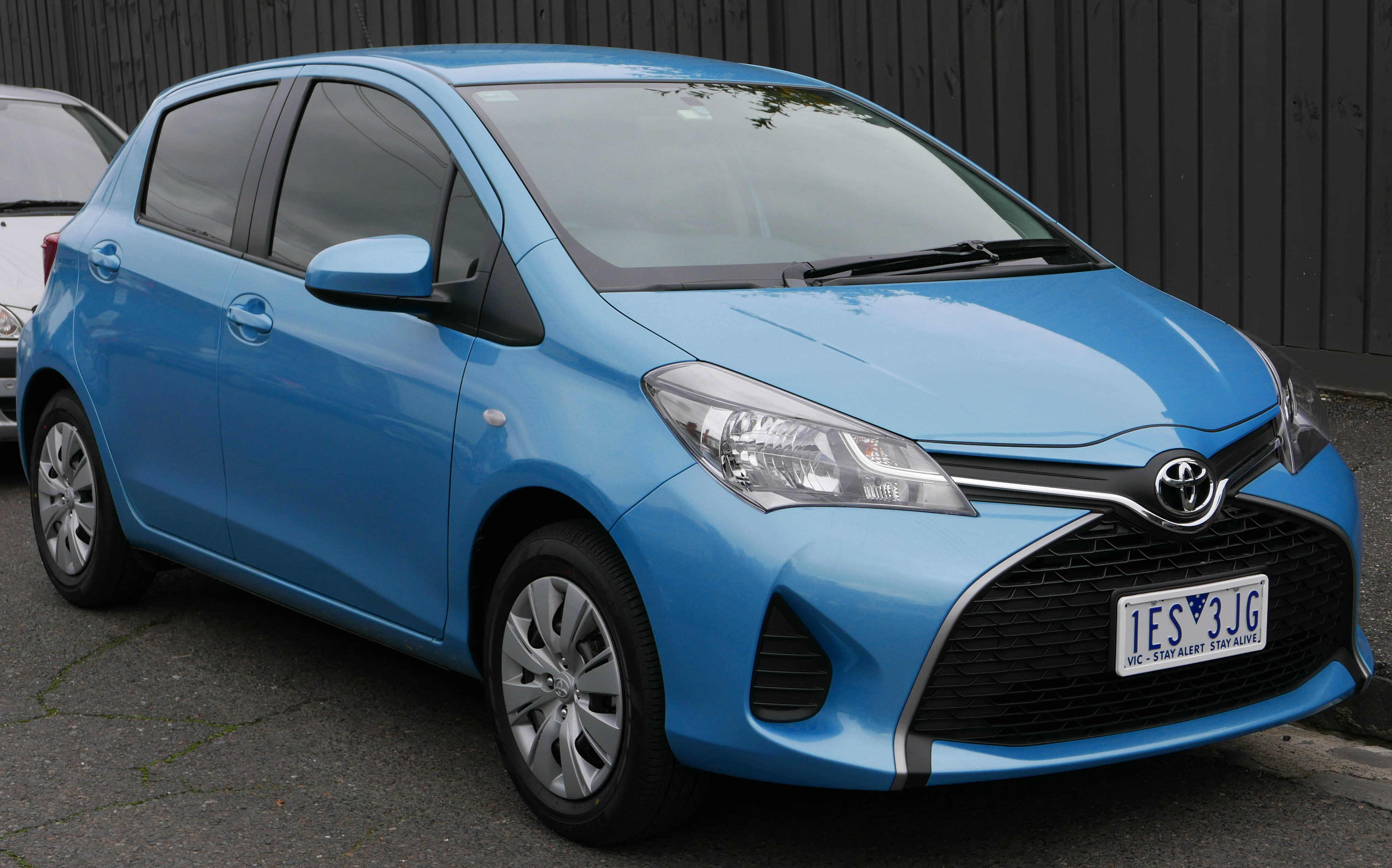
Toyota Yaris III po pierwszym liftingu

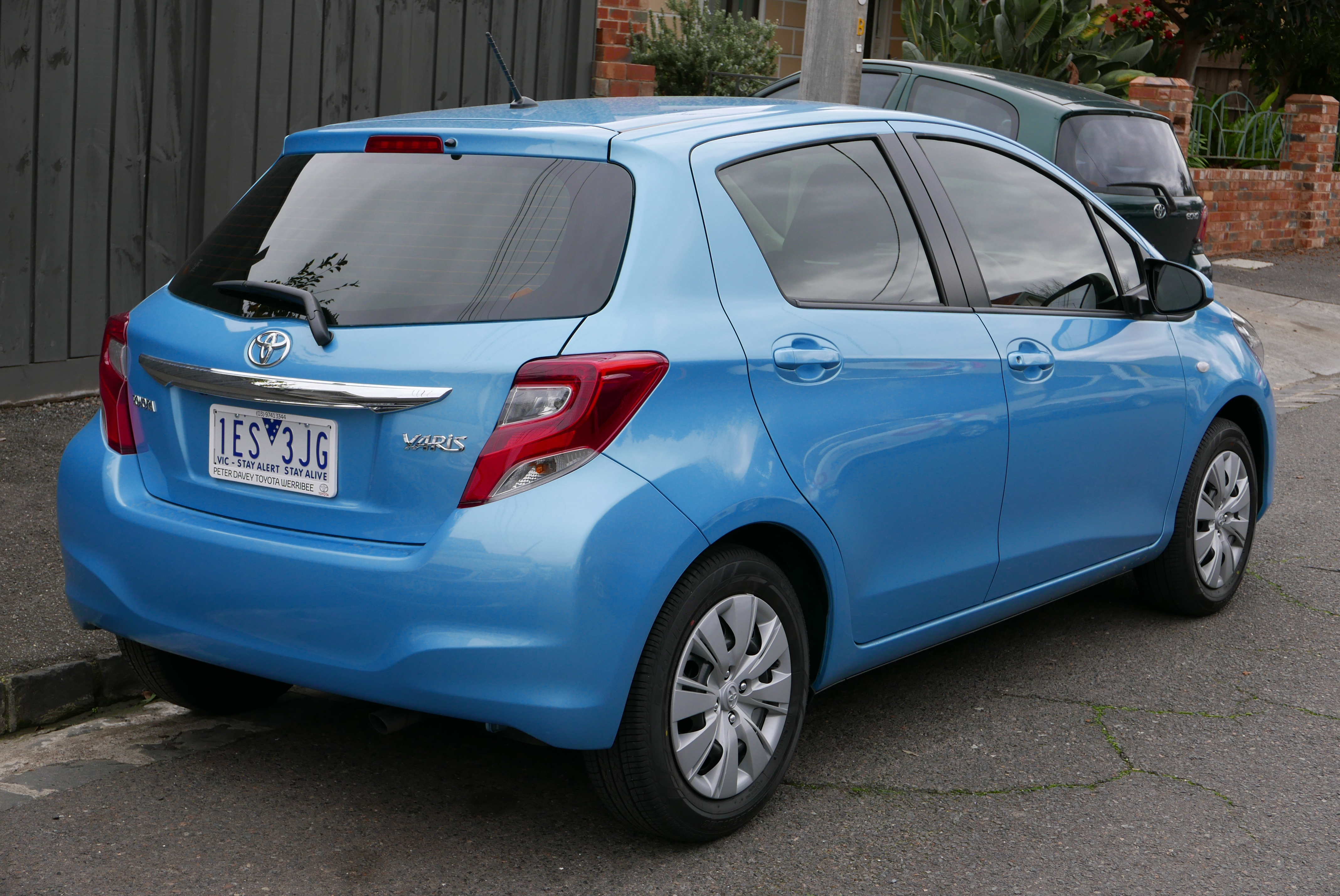
Toyota Yaris III – tył po pierwszym liftingu

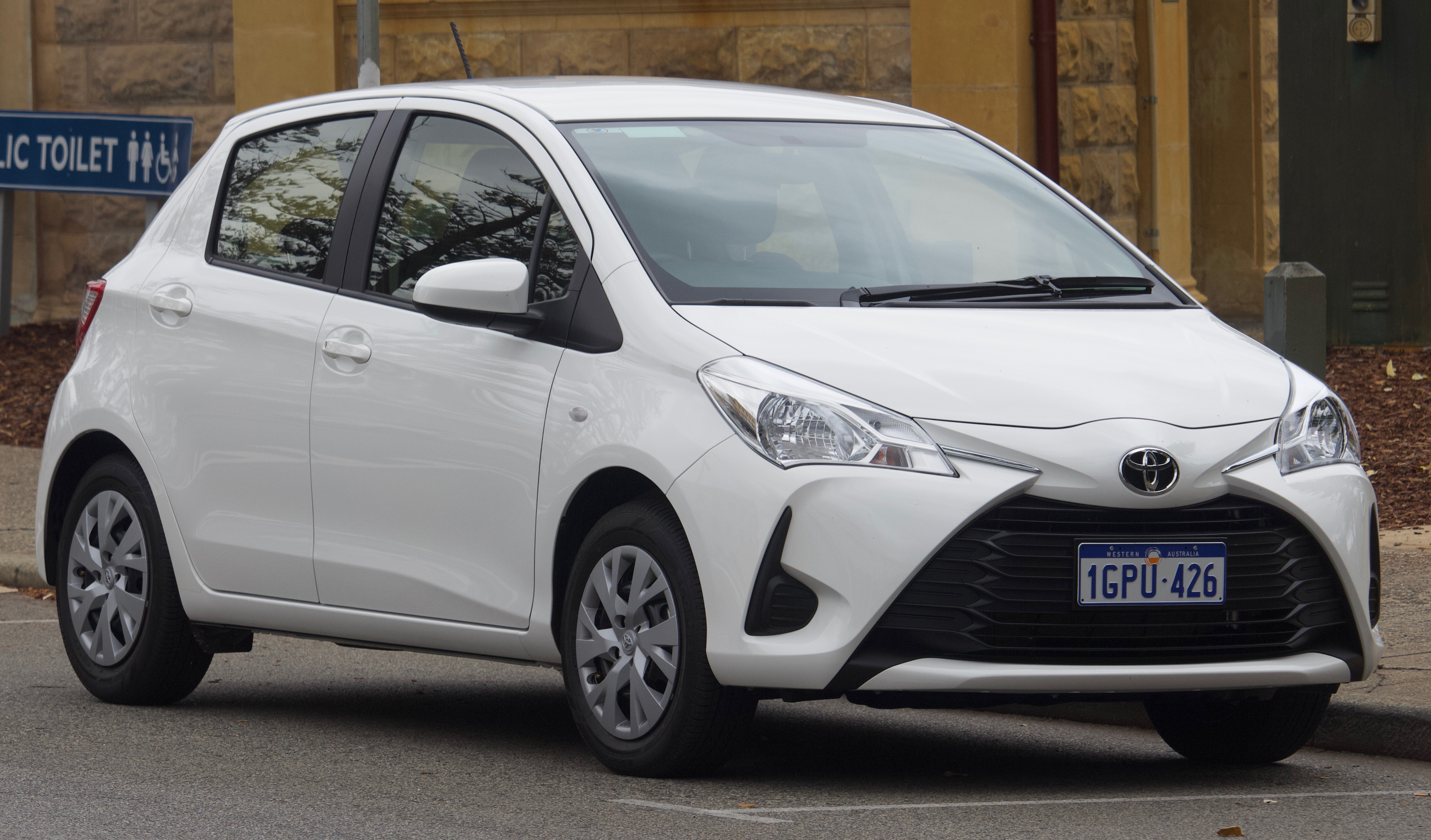
Toyota Yaris III po drugim liftingu

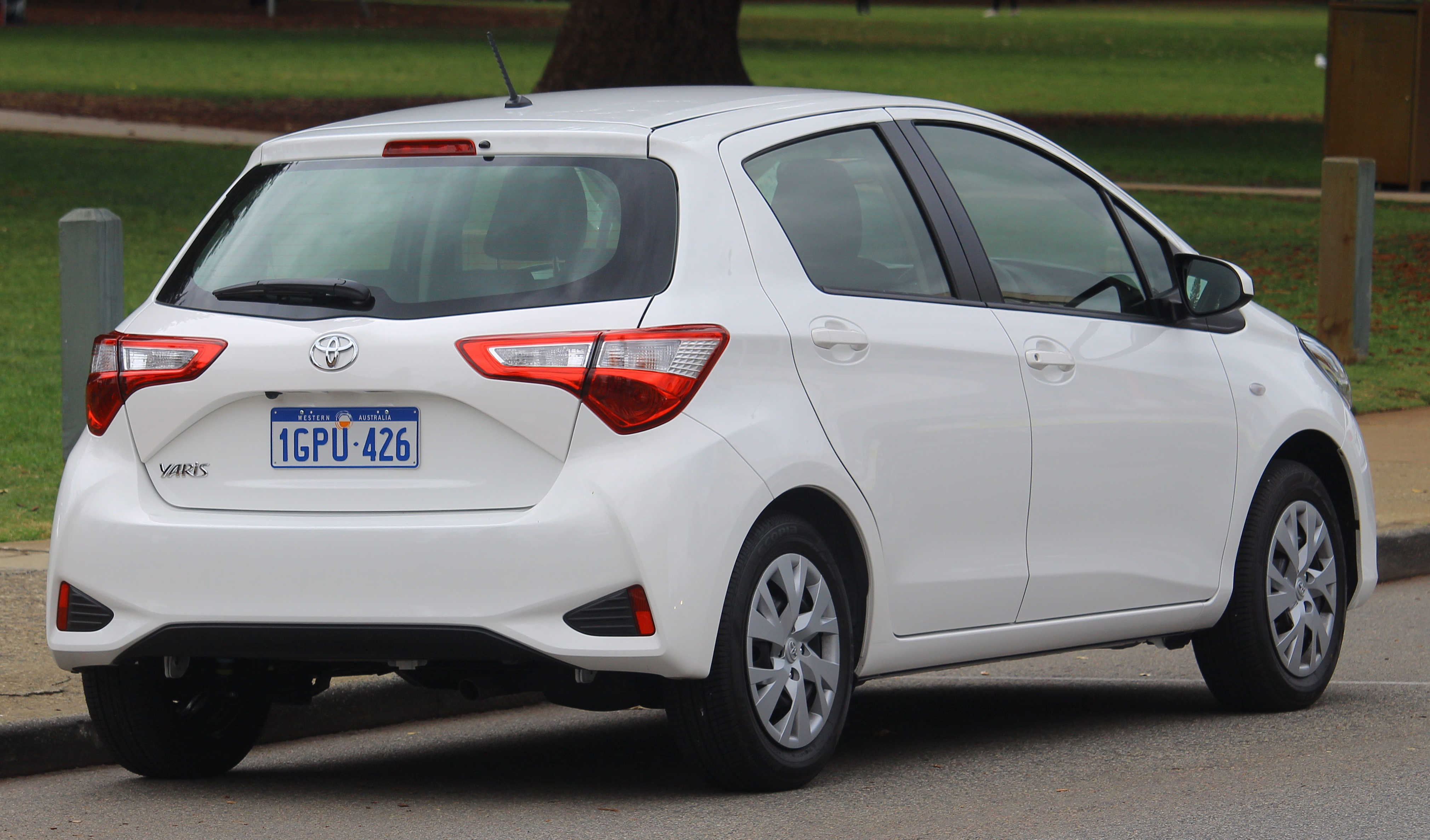
Toyota Yaris III – tył po drugim liftingu

Toyota Yaris III została po raz pierwszy zaprezentowana w 2011 roku.

### Historia i opis modelu
W stosunku do poprzedniej generacji samochód został wydłużony o 10 cm (do 3885 mm). Rozstaw osi zwiększył się do 2510 mm. Szerokość pozostała bez zmian. Bagażnik zwiększył się o 25% do 286 l. Całkowicie zmieniono stylistykę samochodu na odważniejszą i bardziej usportowioną. Auto produkowane jest w zakładach Valenciennes we Francji.
W połowie 2012 roku została zaprezentowana wersja hybrydowa auta pod nazwą Yaris HSD. Samochód wyposażono w napęd hybrydowy HSD złożony z silnika benzynowego 1.5 l i z silnika elektrycznego o łącznej mocy 100 KM. Przełożenia zmienia bezstopniowa przekładnia planetarna e-CVT. Yaris III w wersji hybrydowej ma taką samą przestrzeń pasażerską i bagażową, jak wersje benzynowe i wysokoprężne, pomimo zainstalowania dodatkowego silnika elektrycznego i pakietu baterii niklowo-metalowo-wodorkowych. Sprzedaż hybrydowego Yarisa III w Polsce wyniosła 289 egzemplarzy w 2012 roku i 602 egzemplarze w 2013 roku. Był to drugi najlepiej sprzedający się samochód hybrydowy w Polsce, po Toyocie Auris i przed Toyotą Prius.
W lipcu 2014 roku auto przeszło największy w swojej historii lifting, obejmujący ponad 1000 nowych części. Zmieniono m.in. przód pojazdu z charakterystycznym dla nowych modeli marki grillem w kształcie litery „X” oraz reflektory ze zintegrowanymi światłami do jazdy dziennej wykonanymi w technologii LED. Z tyłu przeprojektowano reflektory i zderzak. Zmodyfikowano też platformę i zawieszenie, wyciszono wnętrze, dodano nowy 7-calowy system multimedialny Toyota Touch II i nowe wersje kolorystyczne nadwozia i wnętrza. Równocześnie została wprowadzona wersja hybrydowa.
Na początku 2017 roku zaprezentowano trzecie wcielenie Toyoty Yaris po drugim liftingu. Tym razem zmiany objęły już głównie kwestie stylistyczne – po raz pierwszy w swojej historii model otrzymał dwuczęściowe tylne światła. Z przodu z kolei grill stał się jednoczęściowy i obejmuje teraz jeszcze większą powierzchnię. Pod koniec 2017 roku samochodowi przyznano ocenę pięciu gwiazdek w testach zderzeniowych Euro NCAP.

### Silniki
Benzynowe:
- 1.0 VVT-i (69 KM), 3-krotnie nagrodzony tytułem Engine of the Year
- 1.33 DUAL VVT-i (99 KM)
- 1.5 Dual VVT-iE (111 KM)

Wysokoprężne:
- 1.4 D-4D (90 KM)

Hybrydowe:
- 1.5 (75 KM) + silnik elektryczny (61 KM) = (100 KM)

### Wersje wyposażeniowe[9]
Przed liftingiem:
- Dynamic
- Luna
- Premium
- Prestige
- Sol
- Terra
- Trend by Simple[10]

Po liftingu 2014:
- Life
- Active
- Premium
- Dynamic
- Hybrid Life
- Hybrid Premium
- Hybrid Dynamic
- Prestige
- Style[11]

Po liftingu 2017:
- Life
- Active
- Premium
- Dynamic[12]
- Selection

### Toyota Yaris GRMN

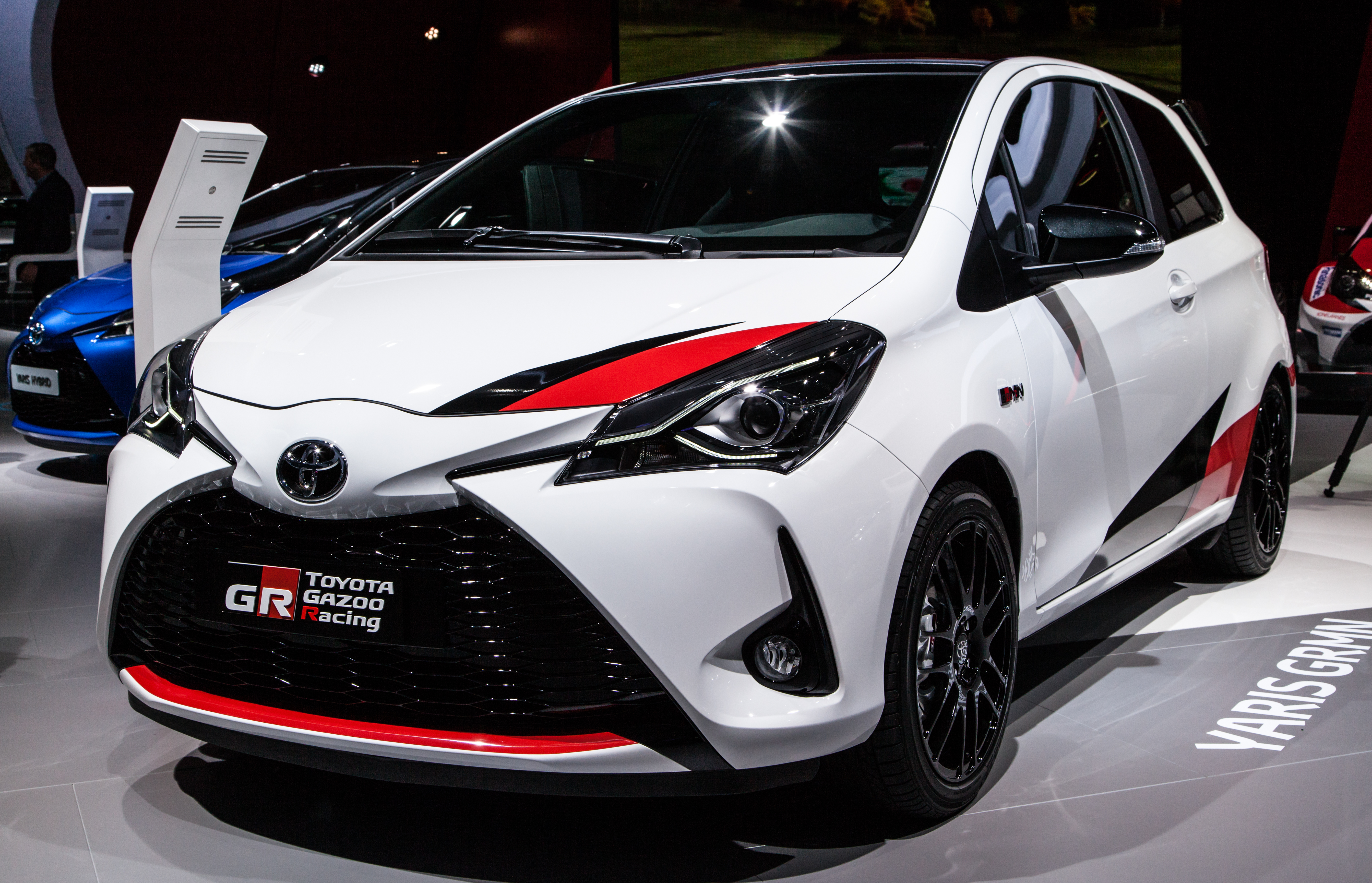
Toyota Yaris GRMN

W 2017 roku na salonie samochodowym w Genewie zadebiutowała sportowa, limitowana edycja Yarisa – GRMN. Samochód wyposażono w rzędowy, doładowany kompresorem, benzynowy silnik 1.8 Dual VVT-i o mocy 212KM i sześciobiegową, manualną skrzynię biegów. Zawieszenie hot hatcha dostrajano na podstawie danych zebranych w czasie testów na niemieckim torze Nürburgring, stąd skrót GRMN (Gazoo Racing Meister of Nürburgring) w nazwie. Samochód jest wyposażony w mechanizm różnicowy Torsen o ograniczonym uślizgu, sportowe zawieszenie firmy Sachs oraz hamulce z czterotłoczkowymi zaciskami. Z zewnątrz charakteryzuje się m.in. 17-calowymi felgami BBS, nadwoziem w dwóch kolorach oraz spoilerem umieszczonym nad klapą bagażnika.
Sprzedaż Yarisa GRMN rozpoczęła się w lipcu 2017 roku. Na rynek europejski przeznaczono 400 egzemplarzy. W Polsce pojawiło się siedem egzemplarzy. Każdy z 600 egzemplarzy samochodu posiada indywidualny numer (od 1 do 600) w komorze silnika.

### Toyota Yaris GR Sport

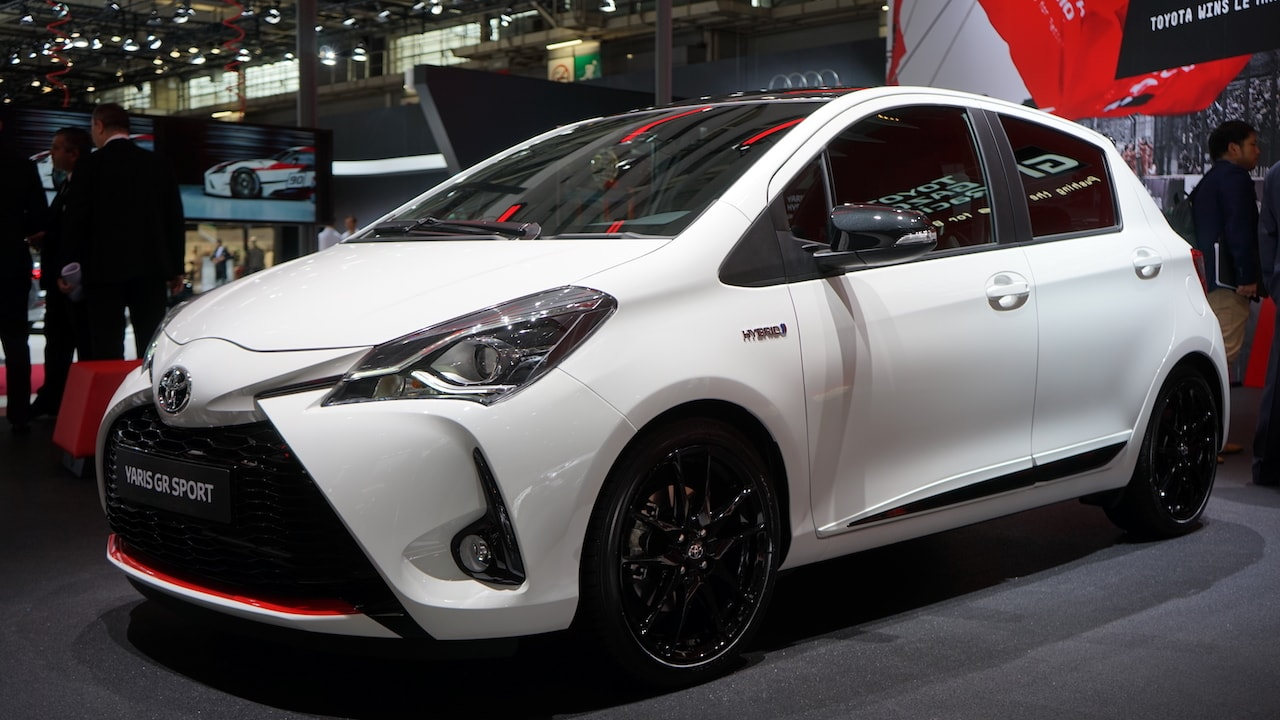
Toyota Yaris GR Sport

Na Paris Motor Show 2018 Toyota zaprezentowała europejskiego Yarisa w wersji GR Sport. Samochód jest inspirowany wersją GRMN, ma mniejszy prześwit, zawieszenie o bardziej sportowej charakterystyce i lekkie felgi o średnicy 17 cali. Samochód otrzymał również dodatkowe elementy stylistyczne w nadwoziu i we wnętrzu. Za napęd służy układ hybrydowy o łącznej mocy 100 koni mechanicznych.

### Sprzedaż
W 2014 roku Toyota sprzedała w Europie 181 105 Yarisów, w tym 58 530 wersji hybrydowych.
W 2015 roku Toyota sprzedała w Europie 201 271 Yarisów, w tym 72 252 wersje hybrydowe (35% sprzedaży modelu).
W 2016 roku Toyota sprzedała w Europie 208 600 Yarisów, w tym 86 600 hybryd (41,5% sprzedaży modelu). W 2016 roku Toyota Yaris Hybrid była najpopularniejszą hybrydą w Europie, wyprzedzając Aurisa Hybrid.
W 2017 roku Yaris ponownie był najczęściej wybieranym modelem marki na europejskim rynku, ze sprzedażą wynoszącą 209 130 sztuk. Prawie połowę (102 400 egzemplarzy) stanowiły auta z napędem hybrydowym, co uczyniło ten model również najpopularniejszą hybrydą na Starym Kontynencie.
W Polsce w 2014 roku Toyota sprzedała 8306 Yarisów, w tym 726 hybryd.
W Polsce w 2015 roku Toyota sprzedała 10 110 Yarisów, w tym 1113 hybryd.
W 2016 roku sprzedaż hybrydowego Yarisa w Polsce wzrosła do 1670 aut, a jego udział w sprzedaży modelu wzrósł do 14 procent.
W 2017 roku sprzedaż Yarisa w Polsce wyniosła 12 528 egzemplarzy, co uczyniło auto najchętniej wybieraną Toyotą na polskim rynku.

### Odmiana sedan (Ameryka Północna)

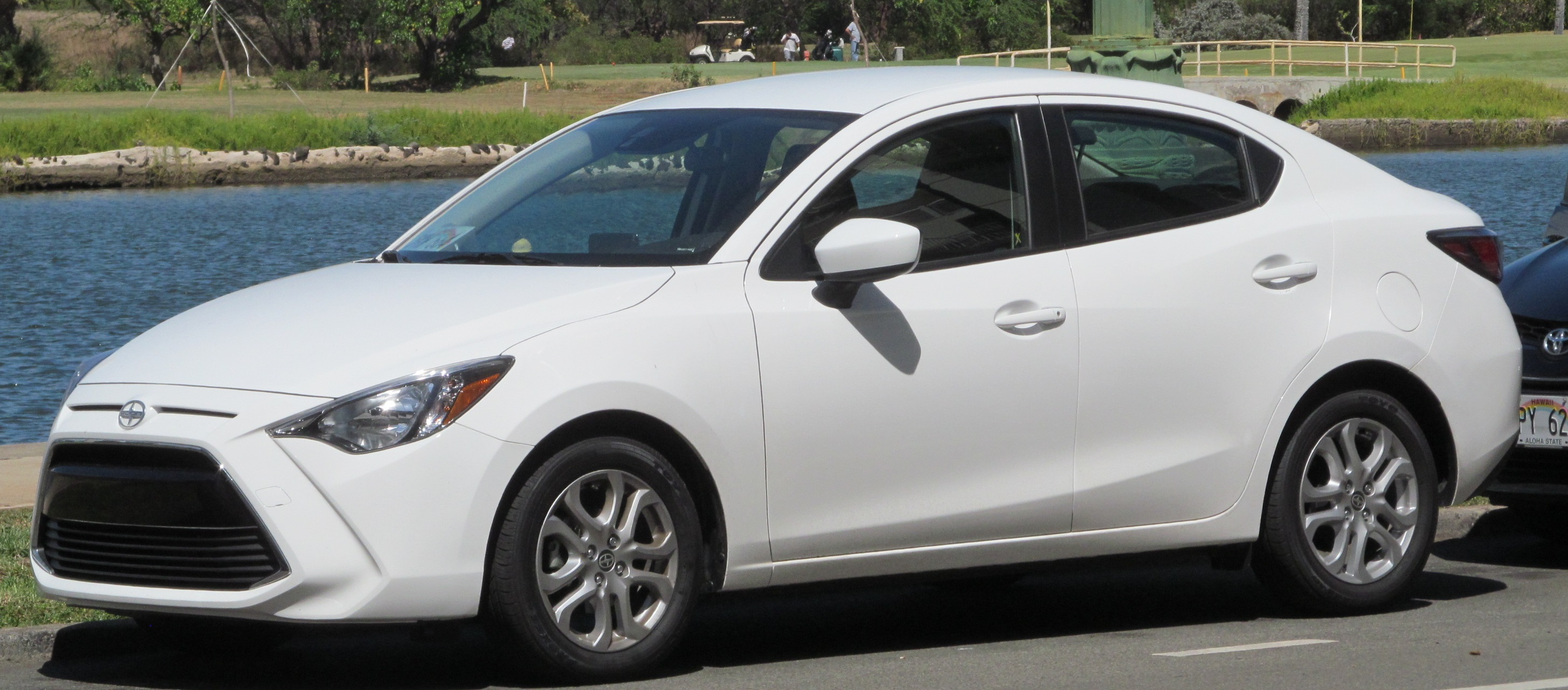
Scion iA

Gama Yarisa w przeciwieństwie do rynku europejskiego w poprzednich generacjach w Ameryce Północnej zawsze składała się z sedana. Tym razem producent postanowił nie opracowywać go jako pochodną odmianę hatchbacka, lecz skorzystać z partnerstwa z Mazdą. Yaris w wersji sedan to bliźniacza wersja Mazdy 2. Produkcją modelu zajmuje się Toyota de México w zakładach Salamanca.
Pojazd występuje w Ameryce Północnej pod następującymi nazwami:
- Scion iA (USA; 2015 – 2016)
- Toyota Yaris iA (USA; 2016 – 2018)
- Toyota Yaris Sedan (Kanada; od 2015 i USA; od 2018)
- Toyota Yaris R (Meksyk, od 2015)

### Wersja na rynki rozwijające się
W przypadku trzeciej generacji Toyoty Yaris producent postanowił na rynku azjatyckim, afrykańskim, południowoamerykańskim i bliskowschodnim przedstawić zupełnie inny, skonstruowany z myślą o tych kontynentach model, który nie ma nic wspólnego z wersją znaną z rynku m.in. europejskiego, północnoamerykańskiego i australijskiego. Pojazd oferowany jest w Chinach, Tajlandii, Indonezji, Tajwanie, Wietnamie i na Filipinach.

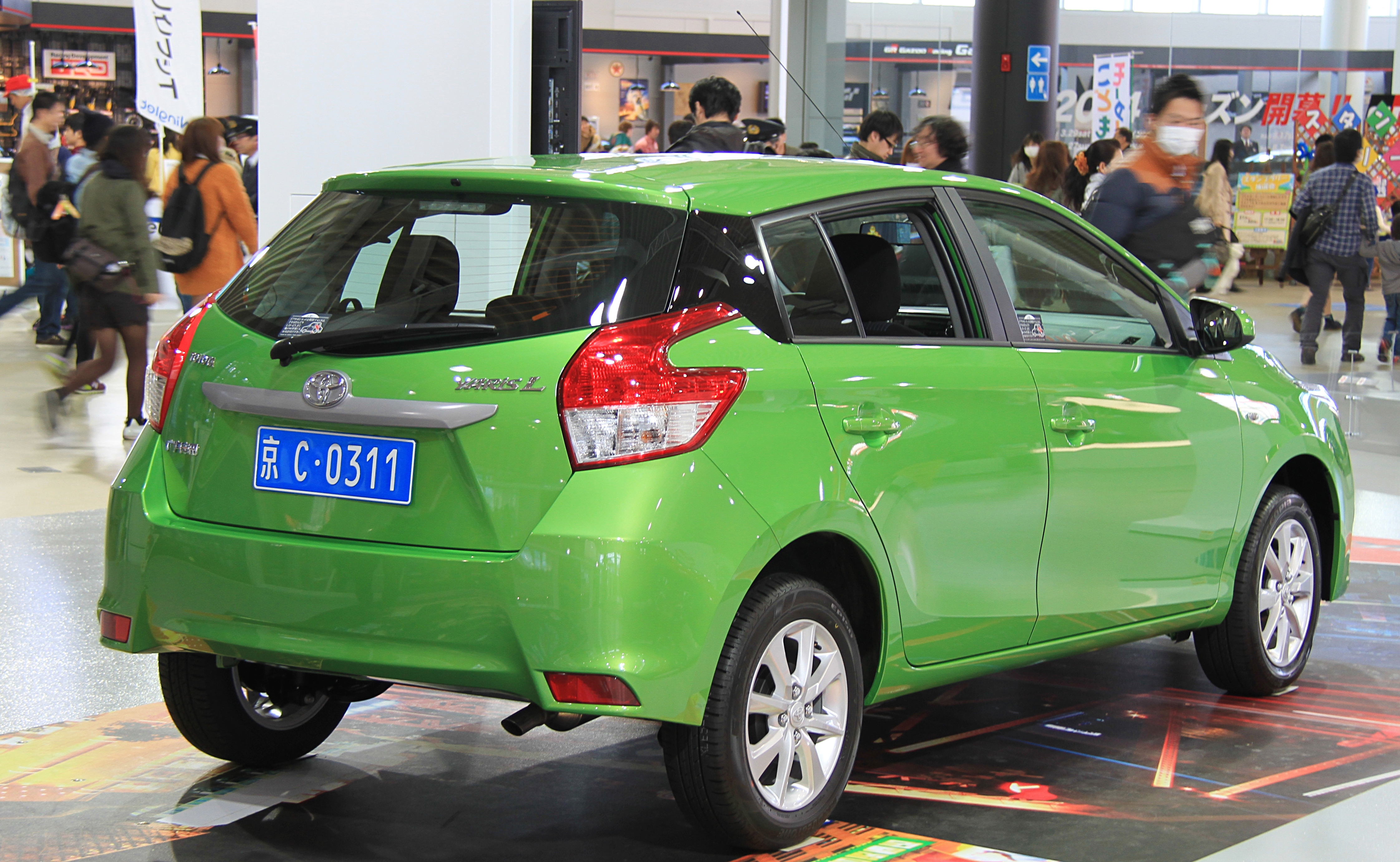
Toyota Yaris L (Chiny)

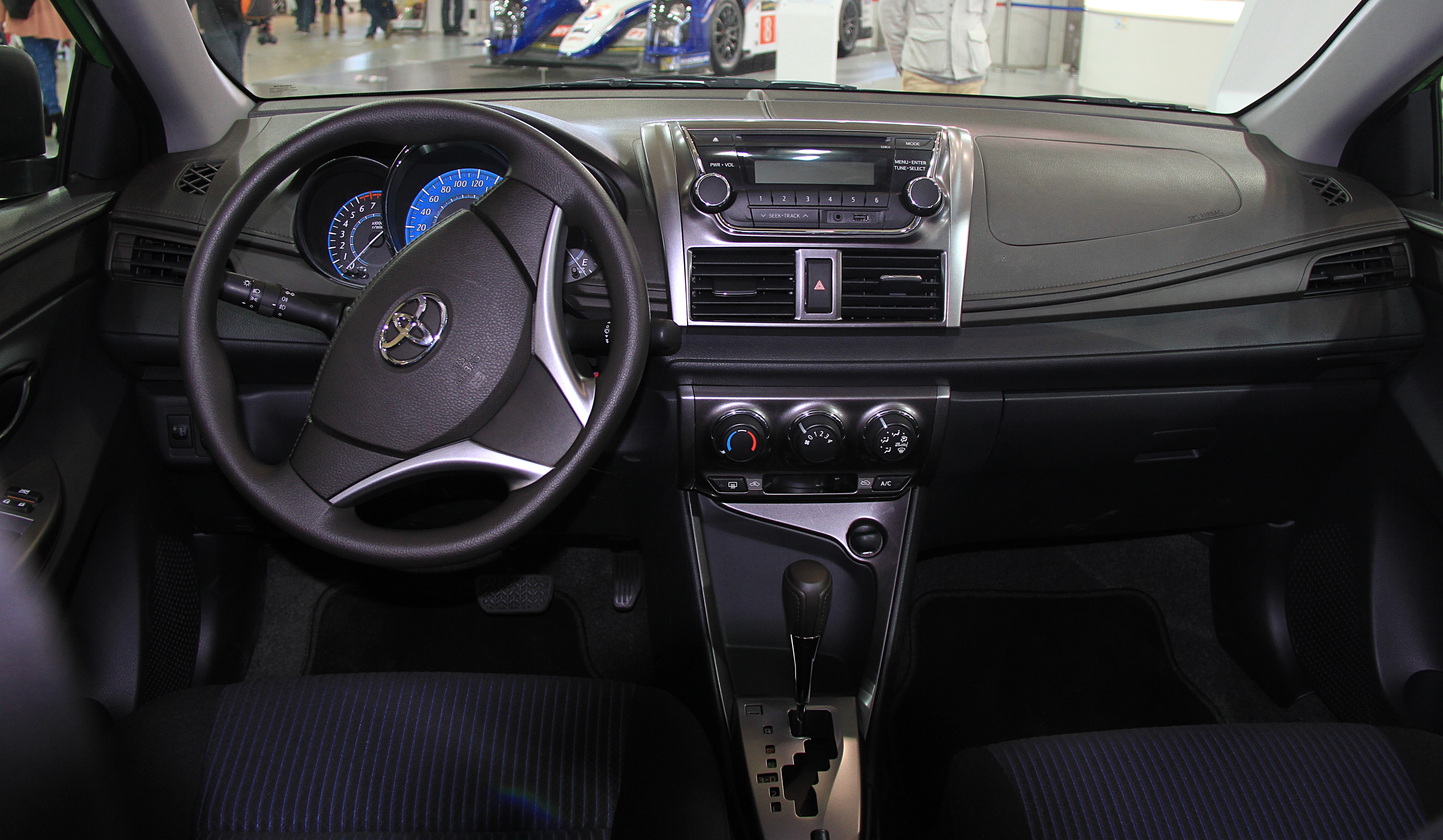
Wnętrze

Na chińskim rynku pojawiły się także regularne maszyny Yaris produkowane przez firmę XP90 Vitz, produkowane lokalnie przez joint venture GAC Toyota. Chiny sprzedają także model Vios jako Yaris L, dostępny w wersji 1.3-6NR -FE i 1.5-litrowej wersji 7NR-FE. Modernizacja Yaris L została odsłonięta w kwietniu 2016 r. W Auto China. W 2016 roku dokonano przebudowy w ramach joint venture GAC Toyota, a sedan został dodany w oparciu o sedan Toyota Vios.
W Tajlandii ten Yaris został zaprezentowany w październiku 2013 roku, wykorzystując 1,2-litrowy silnik 3NR-FE, przyznając Yaris w ramach programu „eco-car” w Tajlandii. Oferowane modele są następujące: J ECO, J, E, G i TRD Sportivo.
Na rynku indonezyjskim model XP150 został zaprezentowany w grudniu 2013 r. i został wprowadzony do sprzedaży od 17 marca 2014 r., wraz z montażem w Karawang w Indonezji. Ten indonezyjski Yaris jest podobny do wersji tajlandzkiej, a więc większy niż Yaris na innych rynkach i wykorzystuje 1,5-litrowy silnik 1NZ-FE. Dostępne poziomy trymowania to: E, G i TRD Sportivo z manualną lub automatyczną skrzynią biegów. Model XP150 otrzymał aktualizację w dniu 3 listopada 2016 r., Wraz z nowym wariantem typu crossover SUV-y Yaris Heykers. Uaktualniony model XP150 wykorzystuje nowszy 1,5-litrowy silnik 2NR-FE ze zmodernizowanego generatora Avanza drugiej generacji i Sienta z Indonezji spec.
Na rynku Filipin XP150 Yaris został wprowadzony na rynek pod koniec 2013 roku w dwóch wersjach wyposażenia: 1.3 E i 1.5 G.
Ten sam model jest sprzedawany jako Yaris Sport w Chile od 2014 r. I Argentyna od 2016 r., gdzie jest importowany z Tajlandii.

## Czwarta generacja

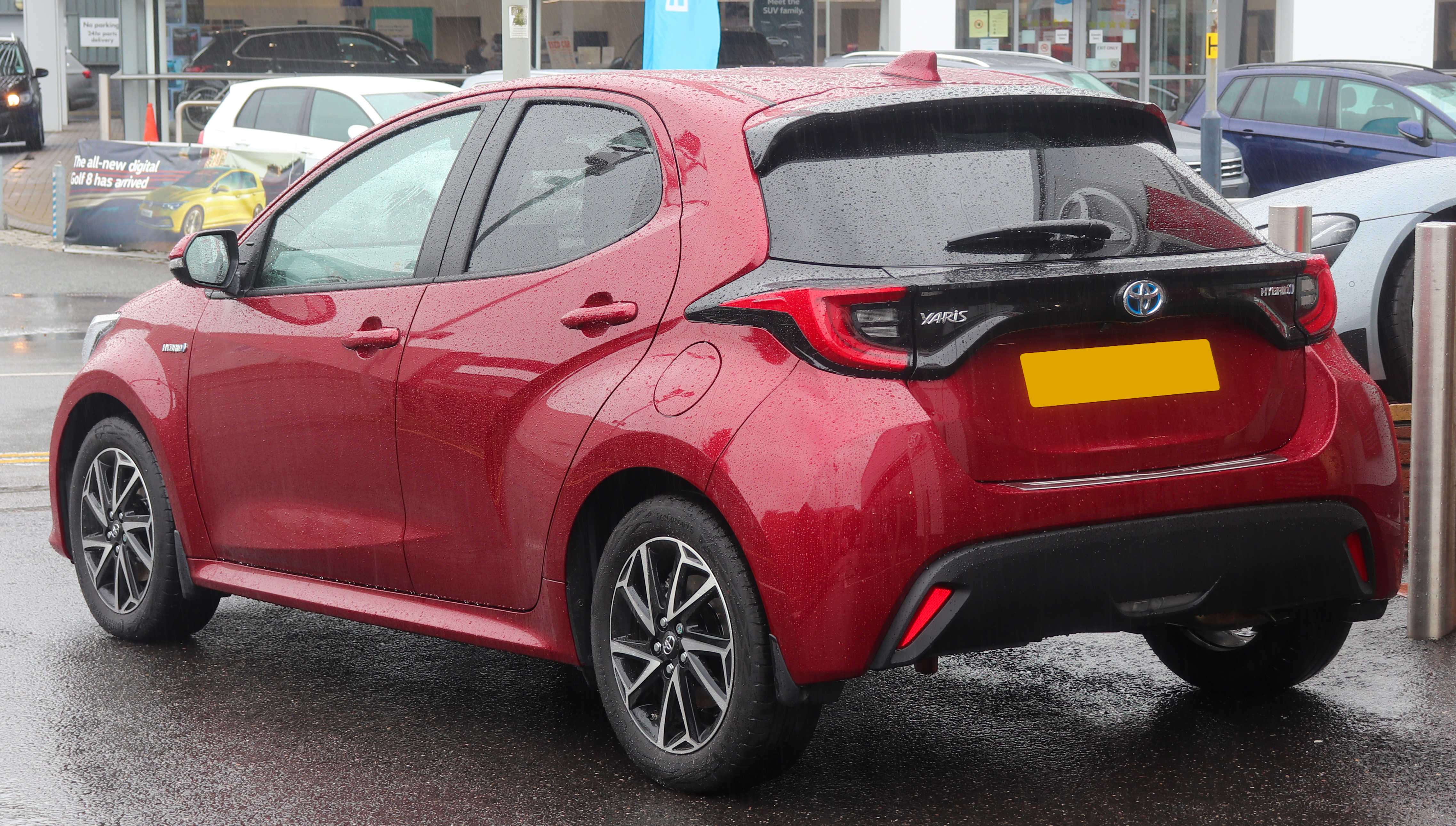
Toyota Yaris IV – tył

Toyota Yaris IV została po raz pierwszy zaprezentowana w 2019 roku.

### Historia i opis modelu
Hatchback czwartej generacji na rynku japońskim i europejskim był testowany w lipcu 2019 roku na torze Nürburgring w Niemczech. Został odsłonięty jednocześnie 16 października 2019 roku w Japonii i w Amsterdamie w Holandii. Opiera się na platformie TNGA-B. Jego opracowaniem kierował główny inżynier Yasunori Suezawa i główny inżynier hybrydowy Takashi Uehara.
Jest o 5 mm krótszy i o 40 mm niższy od trzeciej generacji. Na szerokość urósł o 50 mm, a rozstaw osi jest większy o 50 mm.
Samochód jest wyposażony w benzynowe, trzycylindrowe silniki 1.0 i 1.5 oraz napęd hybrydowy oparty na trzycylindrowym silniku 1.5 Dynamic Force, pracującym w cyklu Atkinsona, którego wydajność cieplna wynosi 40%. Wersja hybrydowa otrzymała litowo-jonową baterię trakcyjną.
Ponadto nowa generacja Toyoty Yaris jest pierwszym modelem z nowym, zmodyfikowanym logo marki.
Sprzedaż w Japonii rozpoczęła się 10 lutego 2020 roku, natomiast model 4WD na benzynę został wprowadzony do sprzedaży w kwietniu 2020 roku. Poziomy wyposażenia dla rynku japońskiego to X, G i Z, natomiast w Europie sprzedaż ruszyła jesienią 2020 roku. Przedsprzedaż w Polsce rozpoczęła się w kwietniu 2020 roku.
W Japonii gwałtowny spadek sprzedaży skłonił Toyotę do zmiany marki Vitz na Yaris w celu rozszerzenia bazy klientów w średnim wieku.
W 2021 roku Yaris IV został mianowany Europejskim Samochodem Roku.

### GR Yaris

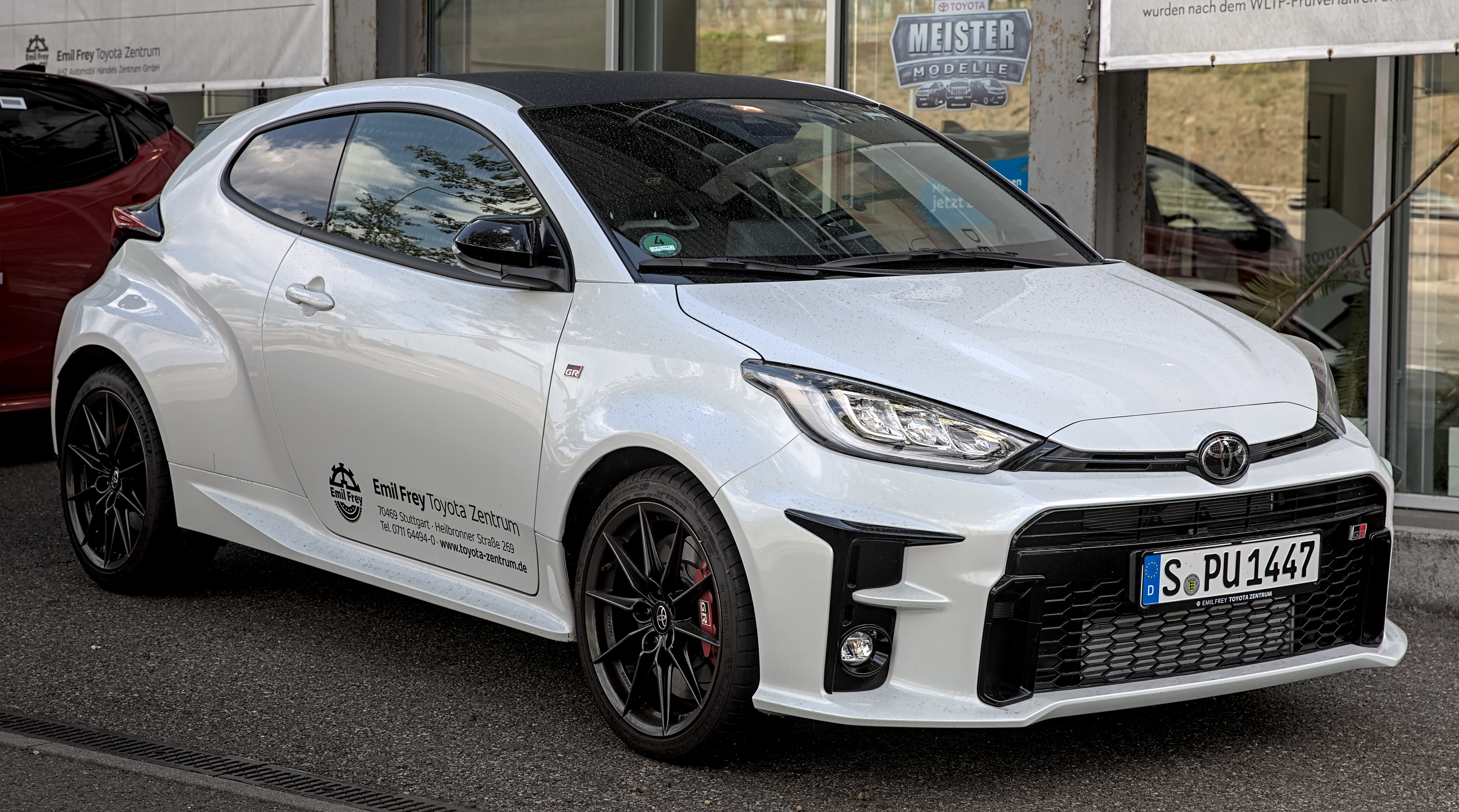
Toyota GR Yaris przed liftingiem

W styczniu 2020 roku na Tokyo Auto Salon Toyota zaprezentowała hot hatcha GR Yaris. Samochód napędza turbodoładowany, 3-cylindrowy silnik o pojemności 1,6 l i mocy 261 KM, połączony z 6-biegową manualną przekładnią. GR Yarisa wyposażono ponadto w napęd na cztery koła ze zmiennym rozkładem momentu obrotowego. Układ pozwala na wybór jednego z trzech trybów. W podstawowym (Normal) 60% momentu obrotowego trafia na przednie koła, a pozostałe 40% na tylne. W konfiguracji Sport proporcje wynoszą 30:70, zaś w trybie Track 50:50. W razie konieczności system może też przekazać całą siłę napędową na przednie lub tylne koła.
Do stworzenia konstrukcji Toyoty GR Yaris wykorzystano dwie platformy – z przodu hot hatch jest oparty na architekturze standardowej Toyoty Yaris, z tyłu wykorzystano platformę znaną z większej Corolli, która pozwoliła na zastosowanie napędu 4x4 oraz wielowahaczowego zawieszenia. W przeciwieństwie do zwykłego Yarisa auto ma 3-drzwiowe nadwozie, a także cechuje się linią dachu poprowadzoną o ponad 9 cm niżej. 
W 2024 roku model przeszedł lifting. Niewiele zmienił się wygląd nadwozia i wnętrza. Ulepszono silniki i dodano szybki automat.

### Yaris Cross
W kwietniu 2020 roku zadebiutował Yaris Cross, zaprezentowany podczas internetowej konferencji prasowej. Jest to zupełnie nowy model w gamie marki, spokrewniony z Yarisem 4. generacji. Został zbudowany na tej samej platformie TNGA-B i otrzymał ten sam napęd hybrydowy z silnikiem 1.5.

## Sprzedaż w Polsce
| Rok  | Pozycja | Ilość sprzedanych sztuk | Udział w rynku |
| ---- | ------- | ----------------------- | -------------- |
| 2002 | 8       | 9 561                   | 3,1%           |
| 2003 | 4       | 13 985                  | 3,8%           |
| 2004 | 3       | 12 100                  | 3,6%           |
| 2005 | 7       | 8 218                   | 3,3%           |
| 2006 | 5       | 9 162                   | 3,6%           |
| 2007 | 3       | 11 754                  | 3,7%           |
| 2008 | 3       | 12 335                  | 3,6%           |
| 2009 | 6       | 9 174                   | 2,7%           |
| 2010 | 7       | 9 114                   | 2,7%           |
| 2011 | 6       | 6 913                   | 2,2%           |
| 2012 | 4       | 7 828                   | 2,5%           |
| 2013 | 7       | 6 888                   | 2,4%           |
| 2014 | 7       | 7 786                   | 2,7%           |
| 2015 | 5       | 9 990                   | 2,4%           |
| 2016 | 5       | 11 089                  | b.d.           |
| 2017 | 5       | 12 528                  | 2,6%           |
| 2018 | 5       | 14 032                  | b.d.           |
| 2019 | 5       | 14 069                  | b.d.           |
| 2020 | 3       | 15 379                  | 3,6%           |
| 2021 | 2       | 14 479                  | 3,2%           |
| 2022 | 2       | 12 478                  | 2,97%          |
| 2023 | 3       | 13 459                  | 2,83%          |
| 2024 | 5       | 14 185                  | 2,57%          |